# Eugenia Popa
Eugenia Popa (Bucarest; 10 de septiembre de 1973) es una gimnasta artística rumana, subcampeona del mundo en 1989 en el concurso por equipos.

## Carrera deportiva
En el Mundial de Stuttgart 1989 gana la plata en el concurso por equipos, tras la Unión Soviética y por delante de China, siendo sus compañeras de equipo: Daniela Silivaș, Gabriela Potorac, Cristina Bontaș, Lăcrămioara Filip y Aurelia Dobre.
En el Mundial de Indianápolis 1991 gana el bronce en el concurso por equipos —tras la Unión Soviética y Estados Unidos—.